# Zero d'Akutan
El Zero d'Akutan, també conegut com a Zero de Koga o Zero de les Aleutianes, va ser un caça japonès Mitsubishi A6M Zero tipus 0 model 21 que va realitzar un aterratge d'emergència a l'illa Akutan, una de les Illes Fox que forma part de les illes Aleutianes, Alaska, durant la Segona Guerra Mundial. L'avió, sense grans desperfectes, va ser recollit per l'exèrcit estatunidenc el juliol de 1942 i va esdevenir el primer Zero amb capacitat de volar que van capturar durant la guerra. Després de la seva captura fou reparat i posteriorment utilitzat per pilots de proves estatunidencs. Com a resultat de la informació obtinguda durant les proves es van poder desenvolupar tàctiques per vèncer aquests avions, els principals de la Marina Imperial Japonesa durant la guerra.
Sovint s'ha descrit el Zero d'Akutan com «una captura d'incalculable valor per als Estats Units», i «probablement una de les captures més importants de la Guerra del Pacífic». L'historiador japonès Masatake Okumiya va assegurar que la captura del Zero d'Akutan «no va ser menys greu» que la derrota dels japonesos durant la batalla de Midway i que «va fer molt per accelerar la derrota final del Japó». Un altre historiador, John Lundström, es troba entre els que desafien «l'afirmació que va fer falta la dissecció del Zero de Koga per desenvolupar tàctiques que poguessin vèncer aquest llegendari avió».
El Zero d'Akutan va ser destruït el 1945 en un accident ocorregut durant un entrenament. Encara se'n conserven algunes peces en diversos museus dels Estats Units.

## El caça Mitsubishi A6M Zero

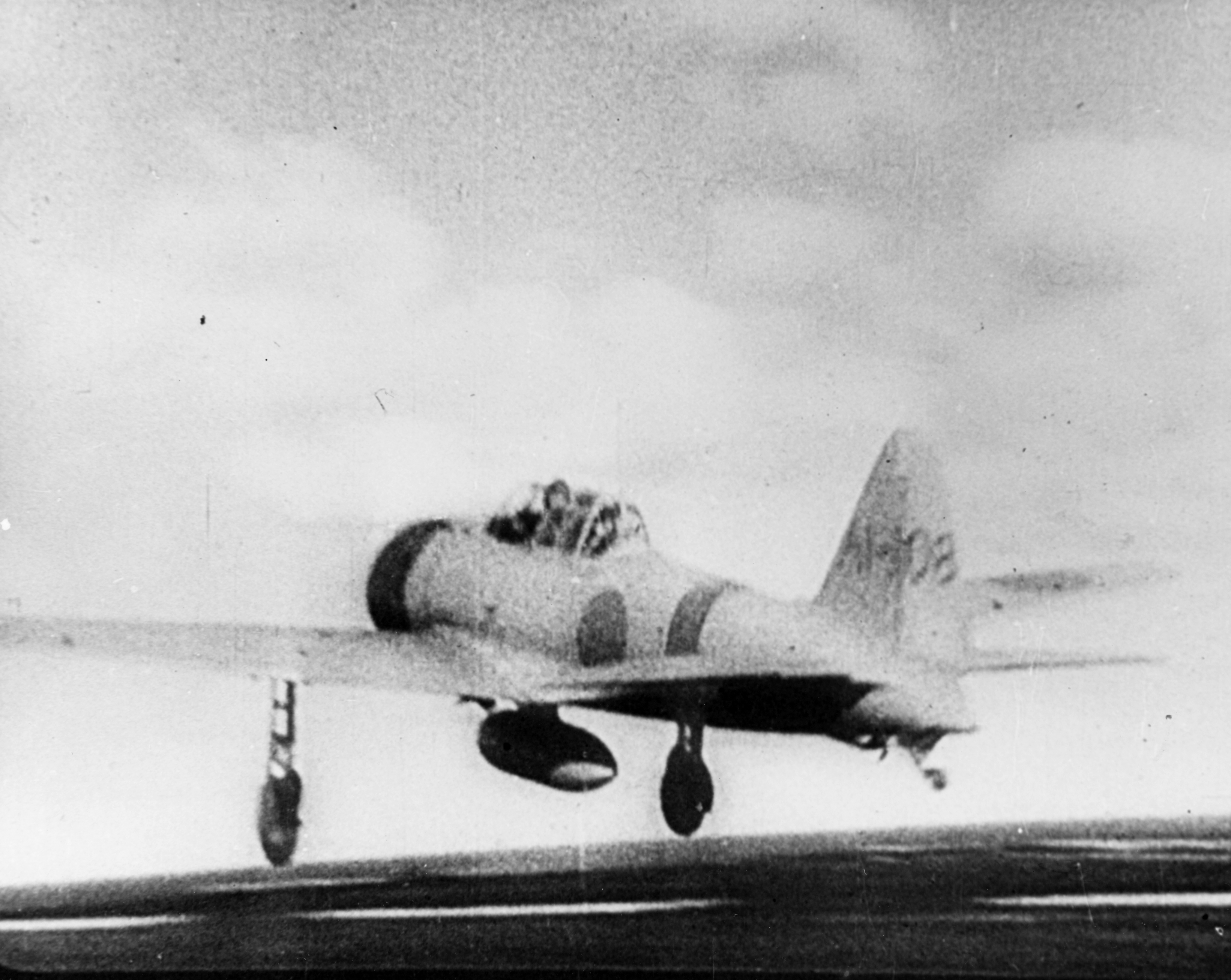
Un Mitsubishi A6M2 Zero model 21 s'enlaira de l'Akagi per atacar Pearl Harbor.

La Segona Guerra Sinojaponesa va començar el 1937. Atacs per part de caces xinesos a bombarders japonesos van portar el Japó a desenvolupar el concepte de caces d'escorta. L'autonomia limitada del Mitsubishi A5M Claude, utilitzat per escortar els bombarders, va fer que l'Armada Imperial Japonesa encarregués el Mitsubishi A6M Zero com a caça de llarg abast i amb possibilitat de tenir base a terra o en portaavions.
El Zero, el primer vol del qual va tenir lloc el 1939, era extremadament àgil i lleuger, amb una maniobrabilitat i autonomia superiors a qualsevol altre caça del món en aquell temps. El Zero va ser superior a tots els caces aliats durant els primers dos anys de la guerra. Amb tot, per aconseguir aquests resultats, els enginyers japonesos van haver de sacrificar la durabilitat. Segons l'escriptor nord-americà Jim Rearden, «el Zero era probablement l'avió més fàcil d'abatre quan era danyat ... Els japonesos ... no estaven preparats o no eren capaços de construir caces més avançats en la quantitat requerida per lluitar amb el creixent nombre i qualitat dels caces nord-americans». Com a resultat, el Zero va ser el caça principal de l'Armada Imperial Japonesa durant la guerra, del qual se'n van arribar a fabricar aproximadament 10.500 unitats.
El 1940 Claire Lee Chennault, líder dels «Tigres Voladors», va escriure un informe sobre el rendiment d'aquesta aeronau. Els analistes del Departament de Guerra dels Estats Units el van rebutjar, qualificant-lo com «una completa ximpleria» i van concloure que el rendiment atribuït al Zero era aerodinàmicament impossible. Durant els primers temps de la guerra el Zero superava a qualsevol altre caça contra el qual s'enfrontés. Segons l'as de l'aviació William N. Leonard, «en aquests primeres trobades estàvem aprenent pel nostre compte la bogeria d'entaular un duel [contra el Zero]».
Durant l'atac a Pearl Harbor es van abatre nou Zeros. Gràcies a aquestes restes els Aliats van saber que aquest avió no comptava amb blindatge ni amb tancs de combustible autosegellats, però poc es va poder conèixer de les seves característiques de vol, les quals eren essencials conèixer per poder desenvolupar les tàctiques defensives necessàries.
Abans de la troballa del Zero d'Akutan els Aliats havien obtingut informació tècnica de tres avions abatuts. Un d'ells (amb número de sèrie 5349 i pilotat per Hajime Toyoshima) es va estavellar a l'illa de Melville (Austràlia) després del bombardeig de Darwin. El Zero va ser greument danyat i Toyoshima va esdevenir el primer presoner dels australians durant la Guerra del Pacífic. Un altre aeroplà, pilotat per Yoshimitsu Maeda, es va estavellar prop del cap Rodney, Nova Guinea. L'equip enviat per recuperar la nau es va equivocar en tallar les ales, danyant el travesser i deixant a l'artefacte incapaç de volar. El tercer procedia de la Xina, on Gerhard Neumann va aconseguir reconstruir un Zero funcional. Per a aquesta tasca utilitzà un avió parcialment intacte (amb un número de sèrie 3372) que va aterrar en territori xinès i va utilitzar recanvis rescatats d'altres avions caiguts. Amb tot, les males condicions i el temps de lliurament excessiu des de la Xina van impedir que el Zero de Neumann arribés als Estats Units abans de la data en què el Zero d'Akutan es va provar.

## L'última missió del pilot Koga

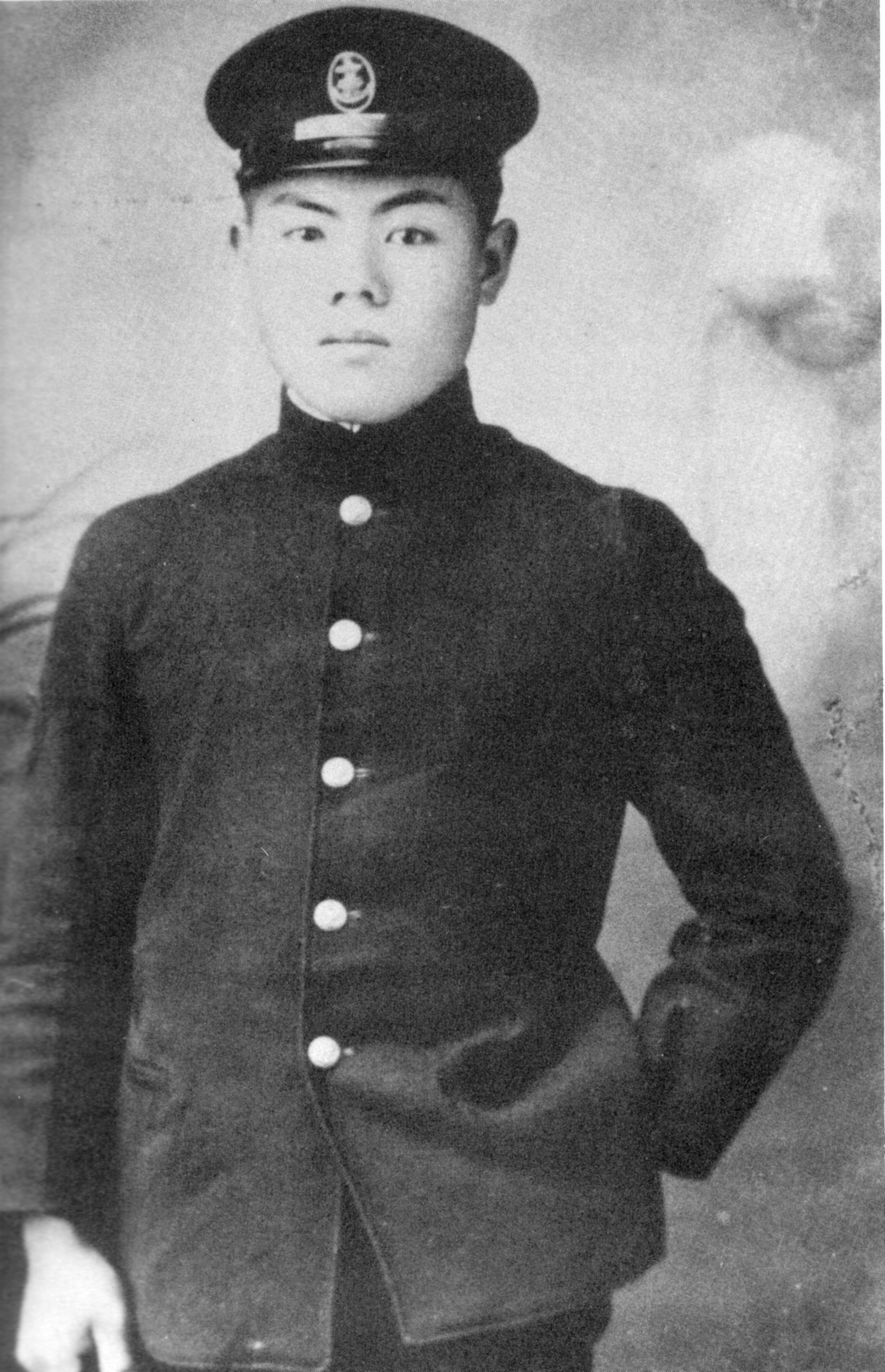
Tadayoshi Koga (10 de setembre de 1922 - 4 de juny de 1942) era el pilot del Zero d'Akutan.

El juny de 1942, com a part de l'Batalla de Midway, els japonesos van atacar les illes Aleutianes, al sud de la costa d'Alaska. Una força especial al comandament de l'Almirall Kakuji Kakuta bombardejà Dutch Harbor, a l'illa Unalaska, en dues ocasions: la primera el 3 de juny i l'altra l'endemà.
Pilotant el seu Zero, el contramestre Tadayoshi Koga es va enlairar del portaavions Ryūjō com a part del grup d'atac del dia 4. Koga formava part d'una secció de tres aeronaus, en què els seus companys eren el suboficial de marina Makoto Endo i el contramestre Tsuguo Shika. Koga i els seus companys van atacar Dutch Harbor, van abatre un hidroavió PBYCatalina nord-americà pilotat per Bud Mitchell i van metrallar després als supervivents a l'aigua. Durant el combat, l'aeroplà de Koga (amb número de sèrie 4593) va resultar danyat.

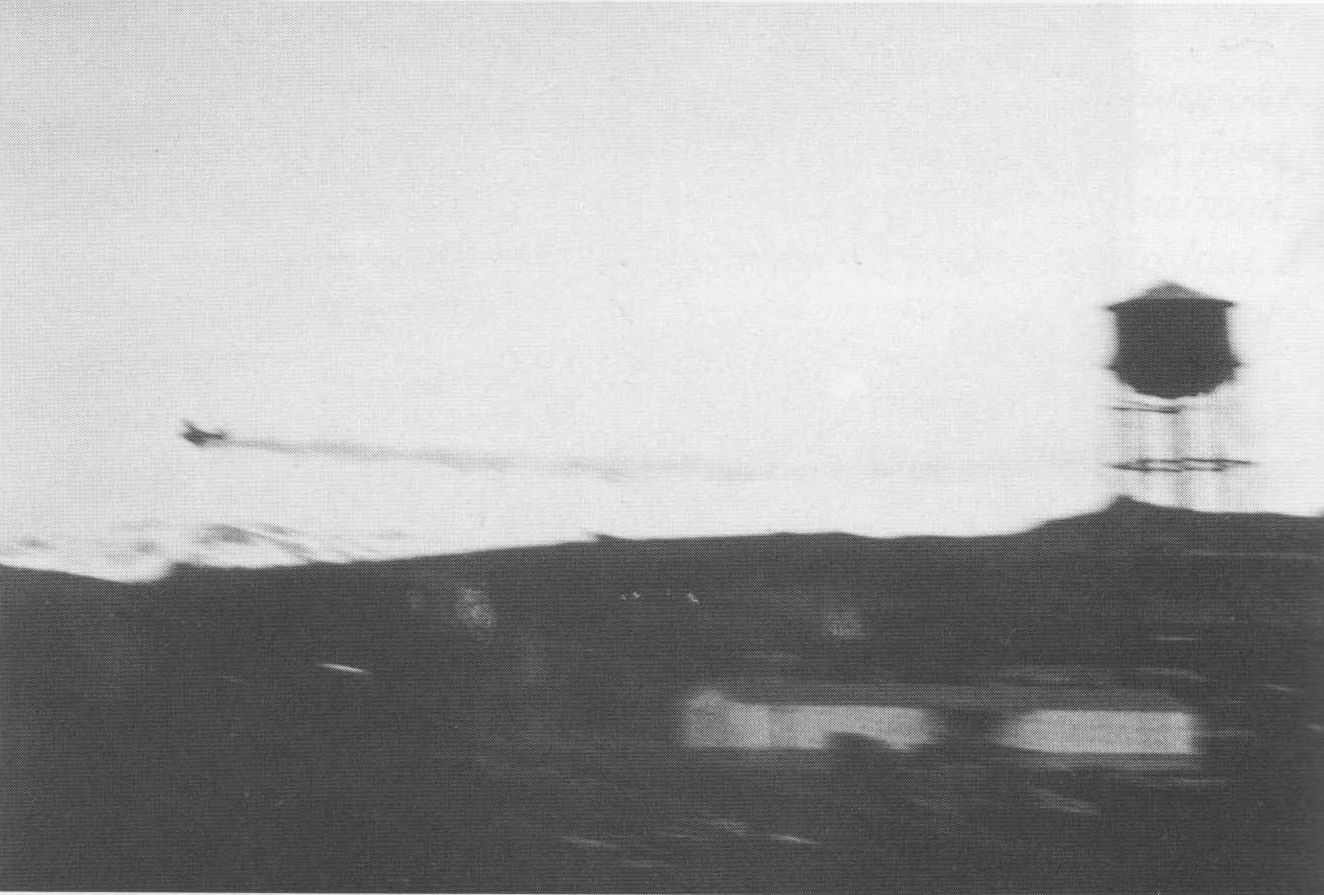
El caça de Koga a Dutch Harbor, moments després de ser danyat. En aquesta fotografia s'observa que està perdent oli.

En el relat dels fets que va realitzar Tsuguo Shika el 1984 va assegurar que l'aeronau de Koga va resultar danyada mentre realitzaven un atac a dos Catalinas que estaven ancorats a la badia. En la narració s'omet qualsevol informació sobre l'abatiment del PBY Catalina, mentre que, d'altra banda, tant els registres nord-americans com els japonesos contradiuen la seva descripció dels fets: no hi havia Catalinas ancorats a la badia. Amb tot, el seu relat sí que coincideix amb els registres dels atacs del dia abans. Rearden va comentar: «Sembla que després de gairebé mig segle després de l'esdeveniment, la memòria de Shika confon els atacs del 3 i del 4 de juny ... Sembla que durant l'entrevista, Shika va tenir memòria selectiva en no esmentar l'abatiment del PBY i l'ametrallament posterior de la tripulació a l'aigua».
No se sap qui va disparar contra el Zero de Koga tot i que molts individus s'han atribuït l'acció. L'evidència fotogràfica suggereix que l'avió va ser "cosit" a trets des de terra, mentre les inspeccions físiques van revelar que les bales d'armes petites van ser les que van abatre l'avió. Es van trobar trets de bales 50 BMG (12,7 mm) i més petites tant en les parts superiors com inferiors de l'avió.

### Aterratge d'emergència
L'impacte clau perquè fos abatut el Zero fou el que va danyar el conducte de retorn de l'oli, amb la consegüent pèrdua d'oli. Koga va disminuir la velocitat per evitar, en la mesura del possible, que el motor s'aturés. Rearden exposa el següent:
 Els tres zeros van volar a l'illa Akutan, 25 milles a l'est de Dutch Harbor, la qual havia estat escollida per fer aterratges d'emergència. A prop de l'illa hi havia un submarí japonès destinat a recollir als possibles pilots abatuts. A Akutan els tres zeros van rodejar una plana coberta d'herba, a mitja milla de Broad Bight. Shikada va pensar que el sòl estaria dur sota l'herba, però en la seva segona volta va notar la brillantor de l'aigua. Aviat es va adonar que Koga hauria de fer un aterratge sense tren d'aterratge. Però aleshores Koga ja havia fet baixar el seu tren d'aterratge i aquest estava gairebé totalment desplegat. 
El tren d'aterratge es va encallar a l'aigua i el fang, de manera que l'avió va capotar i es va arrossegar fins a aturar-se. Encara que l'aeronau va sobreviure a l'impacte i va quedar gairebé intacta, el pilot va morir en estavellar-se, probablement d'una fractura de cervicals o un cop al crani. Els companys de Koga tenien ordres de destruir qualsevol zero que aterrés en sòl enemic, però en desconèixer si Koga encara era viu no van voler metrallar l'avió i van decidir marxar. El submarí japonès que es trobava als afores de l'illa Akutan per recollir els pilots va buscar en Koga en va, abans de veure's obligat a fugir davant la presència del destructor USS Williamson.

## Recuperació de la nau

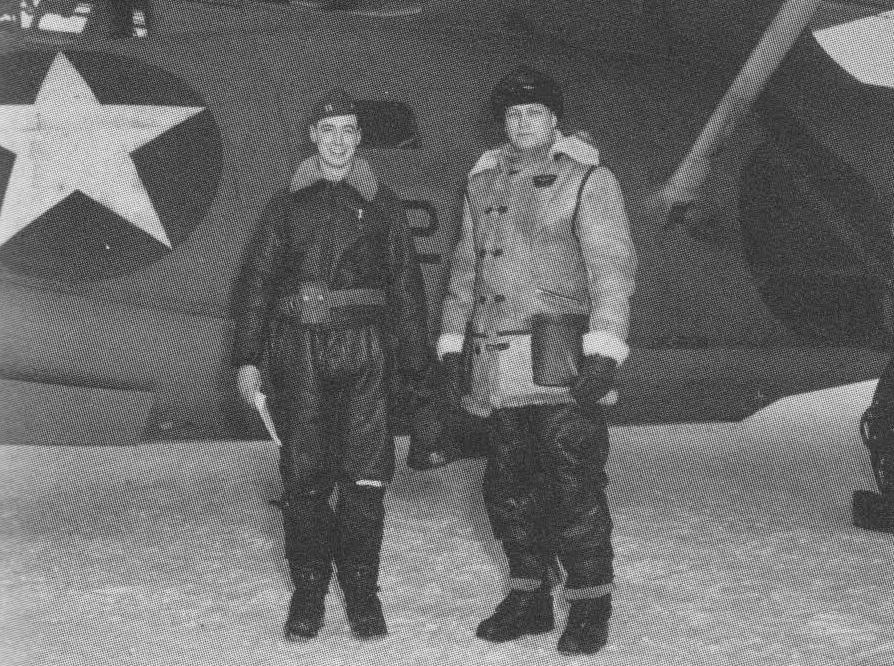
Bill Thies (esquerra) va pilotar el PBYCatalina que va descobrir el Zero d'Akutan.

El lloc de l'impacte, que es trobava fora del camp visual dels avions que realitzaven les rutes habituals i era invisible des dels vaixells, va romandre sense ser vist tot un mes. El 10 de juliol un hidroavió Catalina, pilotat pel tinent William Thies, va albirar les restes. Thies havia patrullat mitjançant navegació per estima i s'havia perdut. Després d'albirar les illes Shumagin va orientar el seu aeroplà i va començar el retorn cap a Dutch Harbor per la ruta més curta, per damunt l'illa Akutan. El comandant de l'hidroavió, Albert Knack, va veure les restes. L'avió va envoltar el lloc de l'accident, van prendre nota de la posició al mapa i van tornar a Dutch Harbor per notificar-ho. Thies va convèncer el seu comandant, Paul Foley, que li permetés tornar al lloc amb un grup de rescat. L'endemà l'equip va volar al lloc per inspeccionar les restes. El fotògraf de l'armada Arthur W. Bauman va prendre diverses fotografies mentre els homes treballaven.

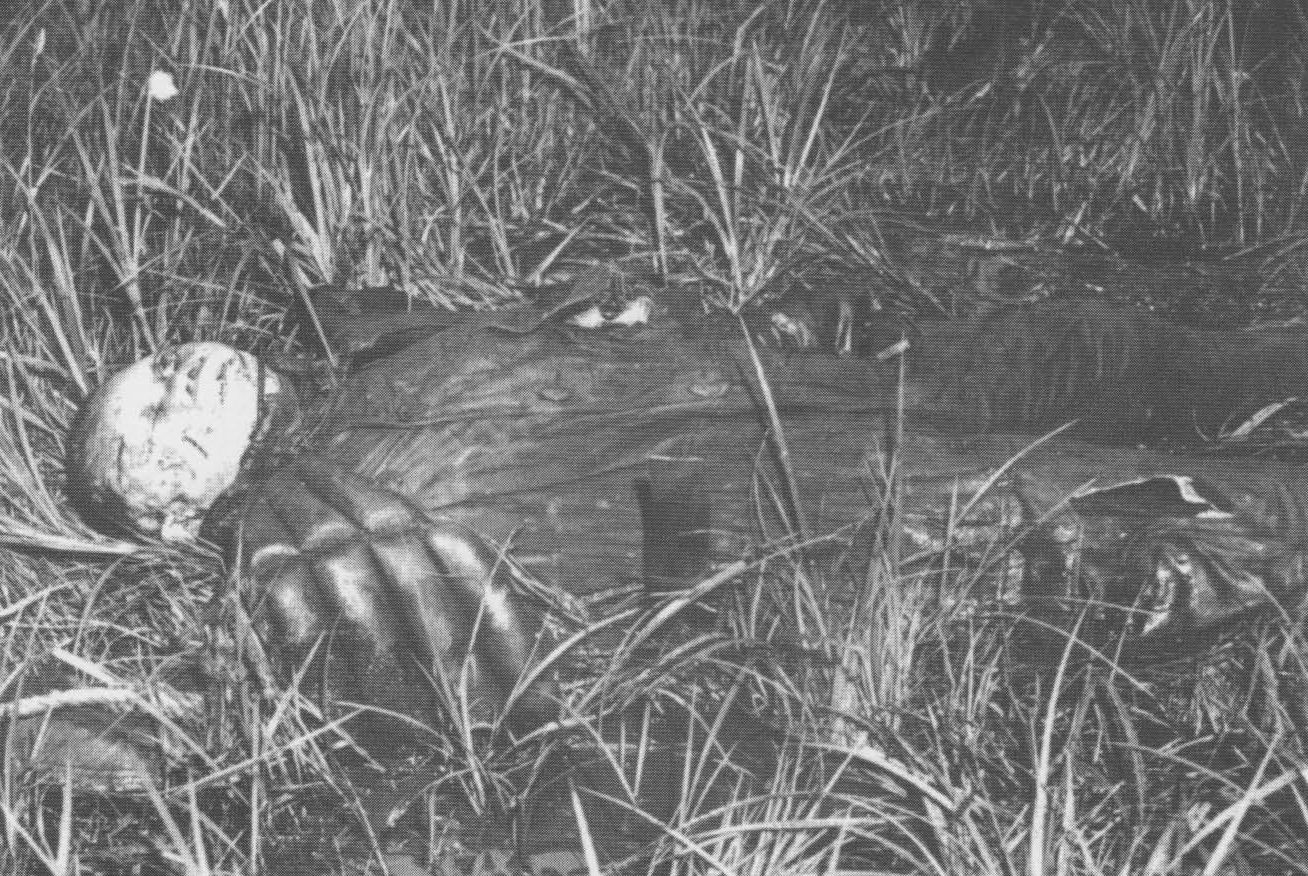
El cos de Koga, després de ser tret d'entre les restes de l'avió.

L'equip de rescat nord-americà va extreure el cos de les restes de l'avió després que Knack, el més baix de l'equip, s'introduís en ell i tallés el cinturó de seguretat. Posteriorment van registrar el cos a la recerca d'algun objecte que proporcionés informació, i després el van enterrar en una fossa poc profunda. Thies va tornar juntament amb el seu equip a Dutch Harbor, on va informar que l'avió era recuperable. L'endemà, 12 de juliol, un equip de rescat al comandament del tinent Robert Kirmse va ser enviat a Akutan. L'equip va enterrar el cos de Koga en un turó proper i va començar la recuperació de la nau, encara que la falta d'equip pesant (el qual no van poder desembarcar, ja que el vaixell que el transportava va perdre dues àncores) va aturar els seus esforços. El 15 de juliol es va enviar un tercer equip de rescat i en aquesta ocasió, ja amb l'equip adequat, van poder alliberar el Zero del fang i el van arrossegar fins a una barcassa propera sense infringir-li més danys. L'avió va ser portat fins Dutch Harbor, on va ser posat cap per amunt i netejat.

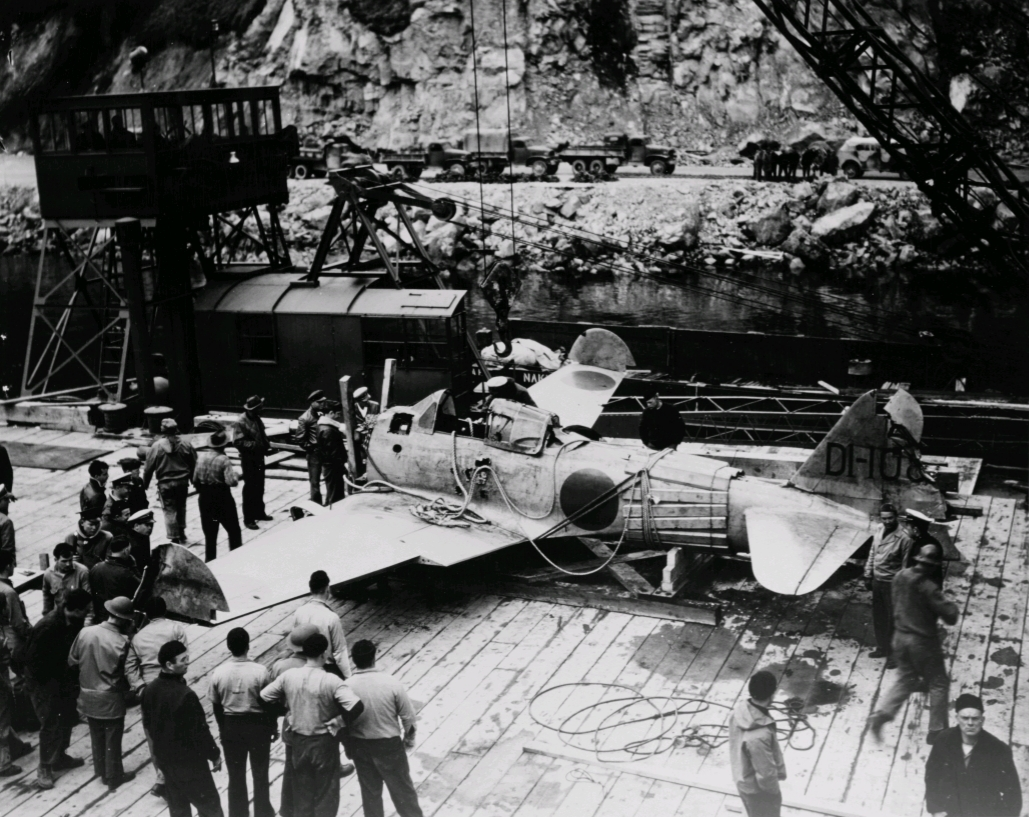
El Zero mentre era pujat a un vaixell per al seu transport a terres continentals dels Estats Units.

El Zero d'Akutan va ser embarcat a bord del USS St Mihiel i portat a Seattle, on va arribar l'1 d'agost. Des d'allà l'avió va ser enviat a la Base Aeronaval de North Island, prop de San Diego, on se li van realitzar acurades reparacions, que bàsicament «consistien a redreçar l'estabilitzador vertical, el timó, l'extrem de les ales, l'aleró i la cúpula de la cabina. Els puntals, tallats durant l'aterratge, van necessitar un treball més exhaustiu. L'hèlix Sumitomo de tres aspes va ser arreglada i reutilitzada». L'hinomaru vermell va ser reemplaçat per una escarapel·la estatunidenca. Durant tot el període de reparacions l'avió va estar vigilat les 24 hores del dia per guàrdies de la policia militar per evitar que possibles caçadors de records el danyessin. El Zero va tornar a estar en condicions de volar el 20 de setembre.

## Anàlisi del Zero

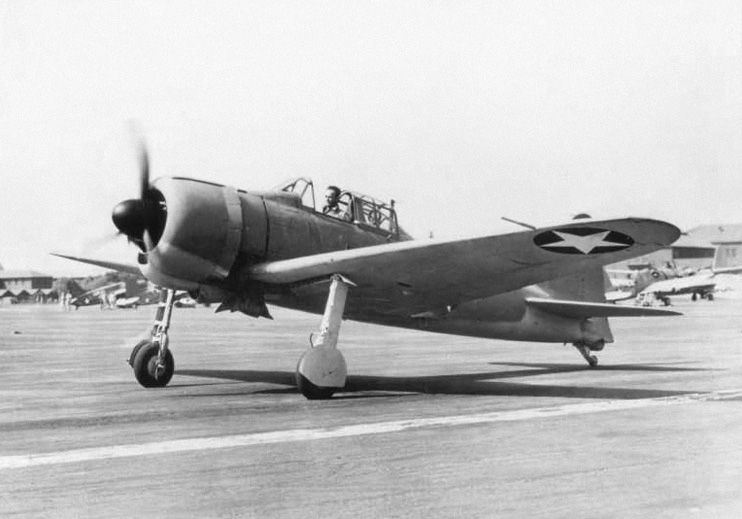
Eddie Sanders conduint l'aeronau per la pista.

El 20 de setembre de 1942 el capità de corbeta Eddie R. Sanders va realitzar el primer vol de prova. En total va realitzar 24 vols d'aquest tipus entre el 20 de setembre i el 15 d'octubre. Segons Sanders:
 Aquests vols són per cobrir les proves de rendiment com les que els fem als avions en prova de l'armada. El primer vol va mostrar les debilitats del Zero, les quals podrien aprofitar els nostres pilots amb les tàctiques adequades […] immediatament es va posar de manifest el fet que l'aleró es va aturar a velocitats superiors als 200 nusos de manera que les maniobres per virar a aquestes velocitats eren lentes i requerien molta força a la palanca de control. L'avió virava més fàcilment cap a l'esquerra que cap a la dreta. A més, el motor es va calar durant una acceleració negativa, pel seu carburador de tipus flotant. Ara tenim una resposta per quan els pilots són superats tàcticament i no poden escapar d'un Zero que els persegueix. Cal anar en picat, verticalment, usant l'acceleració negativa si és possible, per ampliar la distància mentre el motor del Zero s'atura per l'acceleració. Al voltant dels 200 nusos, girar bruscament a la dreta abans que el pilot del Zero pugui alinear la mira. 
En proves posteriors el director de vols de prova de la Base Aeronaval d'Anacostia, Frederick M. Trapnell, va volar amb l'aeronau, mentre Sanders ho feia amb avions nord-americans realitzant maniobres idèntiques. Posteriorment el pilot de proves Melville Hoffman va realitzar més simulacions de combat aeri.
Després el Zero va ser transferit de la Base Aeronaval de North Island a la d'Anacostia. El 1944 va ser demanat a North Island per usar-lo com avió de proves per als pilots que serien enviats al front del Pacífic. Un model 52, capturat durant l'alliberament de Guam va ser utilitzat posteriorment.
La informació i conclusions obtingudes de les proves van ser publicades a Informational Intelligence Summary 59, Technical Aviation Intelligence Brief #3, Tactical and Technical Trends #5 (publicat abans de realitzar el primer vol de prova) i a Informational Intelligence Summary 85. Aquests informes van tendir a subestimar una mica les capacitats del Zero.

## Conseqüències
Mentre diverses fonts asseguren que la informació recollida del Zero capturat es van utilitzar per dissenyar el Grumman F6F Hellcat, el caça estatunidenc embarcat que va substituir el F4F Wildcat, el Hellcat ja s'havia dissenyat, ordenat i provat en vol abans de la data del descobriment del Zero d'Akutan. La primera producció del F6F va volar per primera vegada el 4 d'octubre del 1942, dues setmanes després del primer vol de prova del Zero per part de personal dels Estats Units. Tot i que les proves realitzades no van influir en el desenvolupament del caça estatunidenc, sí que els va donar coneixement de les seves característiques a l'hora de pilotar-lo, incloent-hi les seves limitacions a l'hora de girar a la dreta i anar en picat. Està confirmat que aquesta informació, sumada a les capacitats millorades del Hellcat, va ajudar els pilots estatunidencs a «inclinar la balança al Pacífic». Els asos estatunidencs Kenneth A. Walsh i R. Robert Porter, entre d'altres, van assegurar que les tàctiques derivades de les proves van salvar-los la vida. James Sargent Russell, que va comandar l'esquadró de Catalinas que va descobrir el Zero i qui més tard va ser ascendit al grau de vicealmirall, va assegurar que el Zero de Koga va ser de «tremenda importància històrica». William N. Leonard concordà, assegurant que: «El Zero capturat va ser un tresor. Que jo sàpiga, cap altra màquina capturada ha revelat tants secrets quan la necessitat era tan gran».
Alguns historiadors no estan d'acord en el grau en què el Zero d'Akutan va influir en el resultat de la guerra aèria al Pacífic. Per exemple el Thach Weave, una tàctica creada per John Thach i utilitzada amb èxit en contra dels avions japonesos, va ser desenvolupada abans de l'atac a Pearl Harbor, basant-se en els informes d'intel·ligència sobre el rendiment del Zero a la Xina.

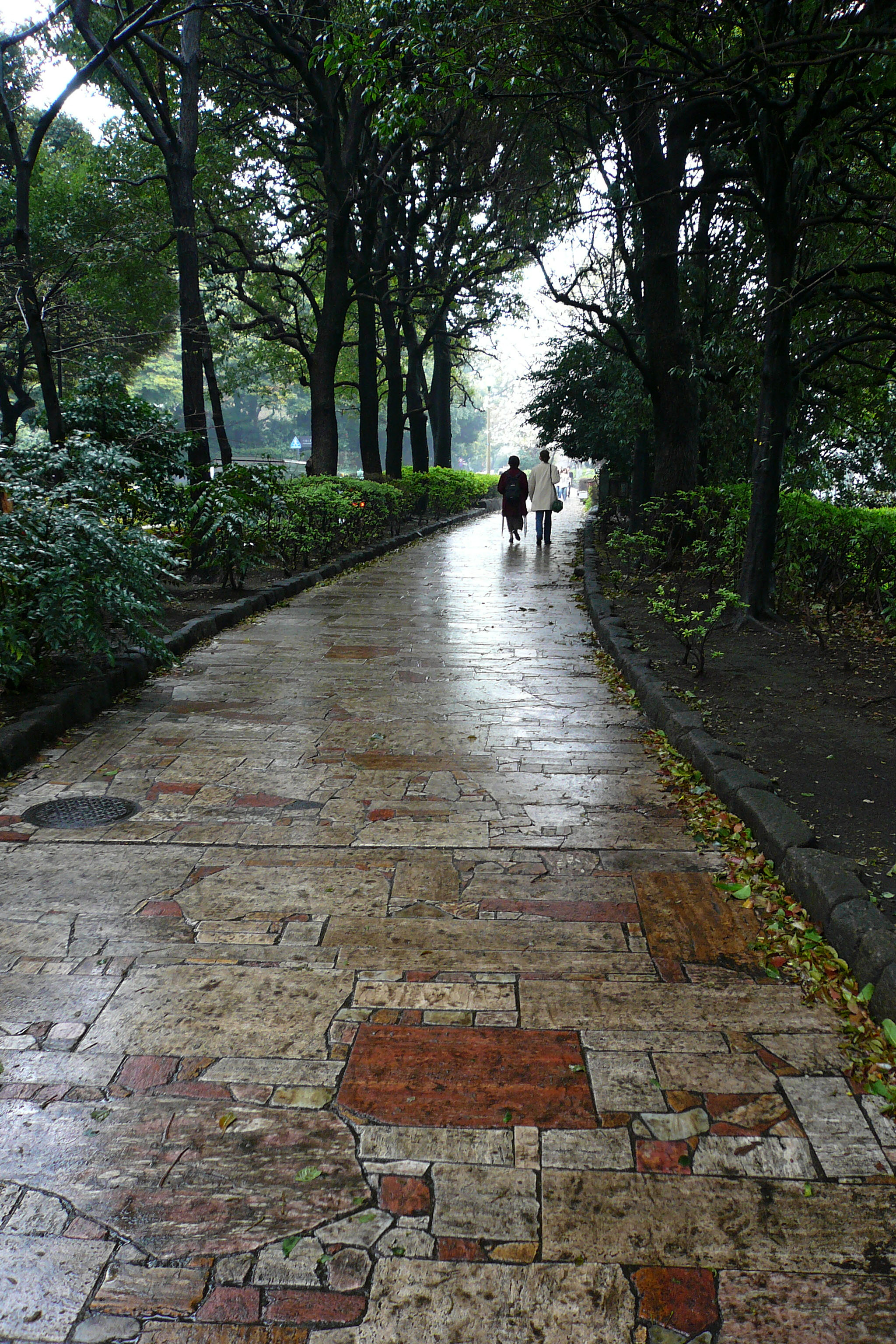
El Cementiri Nacional de Chidorigafuchi, lloc on probablement es trobin les restes de Tadayoshi Koga.

 La captura i els vols de prova del Zero de Koga generalment són descrits com un gran cop dels Aliats, ja que van revelar els secrets de la misteriosa aeronau i el van portar directament a la seva caiguda. Segons aquest punt de vista, només a partir de llavors els pilots aliats van aprendre com enfrontar-se amb els seus àgils oponents. Els japonesos no hi podrien estar més d'acord […] però aquells pilots navals que van combatre al Zero al Mar del Corall, a Midway i a Guadalcanal sense el benefici dels resultats dels informes, pregarien perquè es canviés l'afirmació que es va necessitar la dissecció del Zero de Koga per crear tàctiques capaços de vèncer a aquest llegendari aeroplà. Per a ells, el Zero no era un avió misteriós. Es va córrer ràpidament la veu dels seus atributs particulars entre els pilots de combat. De fet, el 6 d'octubre, mentre es provava el Zero, (el pilot de prova delZeroFrederick M.) Trapnell va fer una afirmació summament reveladora: «La impressió general de l'avió és exactament la mateixa originalment creada per intel·ligència, incloent-hi el seu rendiment». 
El Zero de Koga va ser destruït en un accident ocorregut durant un entrenament al febrer de 1945. Mentre es trobava en marxa llest per enlairar-se, un bombarder en picat Curtiss SB2C Helldiver va perdre el control i va impactar contra ell. L'hèlix del Helldiver va fer miques al Zero. De les restes, William N. Leonard va recuperar diverses vàlvules, donant-les al Museu de l'Armada dels Estats Units. El Museu del Patrimoni d'Alaska i el Museu Nacional de l'Aire i l'Espai també compten amb petites peces d'aquest.
En un intent per repatriar el cos de Koga, l'autor nord-americà Jim Rearden va dirigir una recerca a Akutan el 1988. Rearden, va localitzar la tomba de Koga, però la va trobar buida. Rearden i l'empresari japonès Minoru Kawamoto van descobrir en arxius que el seu cos havia estat exhumat per l'equip del Servei del Registre de Tombes dels Estats Units i enterrat a l'illa Adak. Aquell equip, desconeixedor de la identitat de Koga, va marcar el cos com no identificat. El 1953 el cementiri d'Adak va ser excavat i 236 cossos van ser retornats al Japó. 13 cossos van ser identificats i la resta van ser enterrats al Cementiri Nacional de Chidorigafuchi. És molt probable que el cos de Koga fos un d'ells.